# Jüdischer Friedhof (Milówka)
Koordinaten: 49° 33′ 38,7″ N, 19° 4′ 50,9″ O

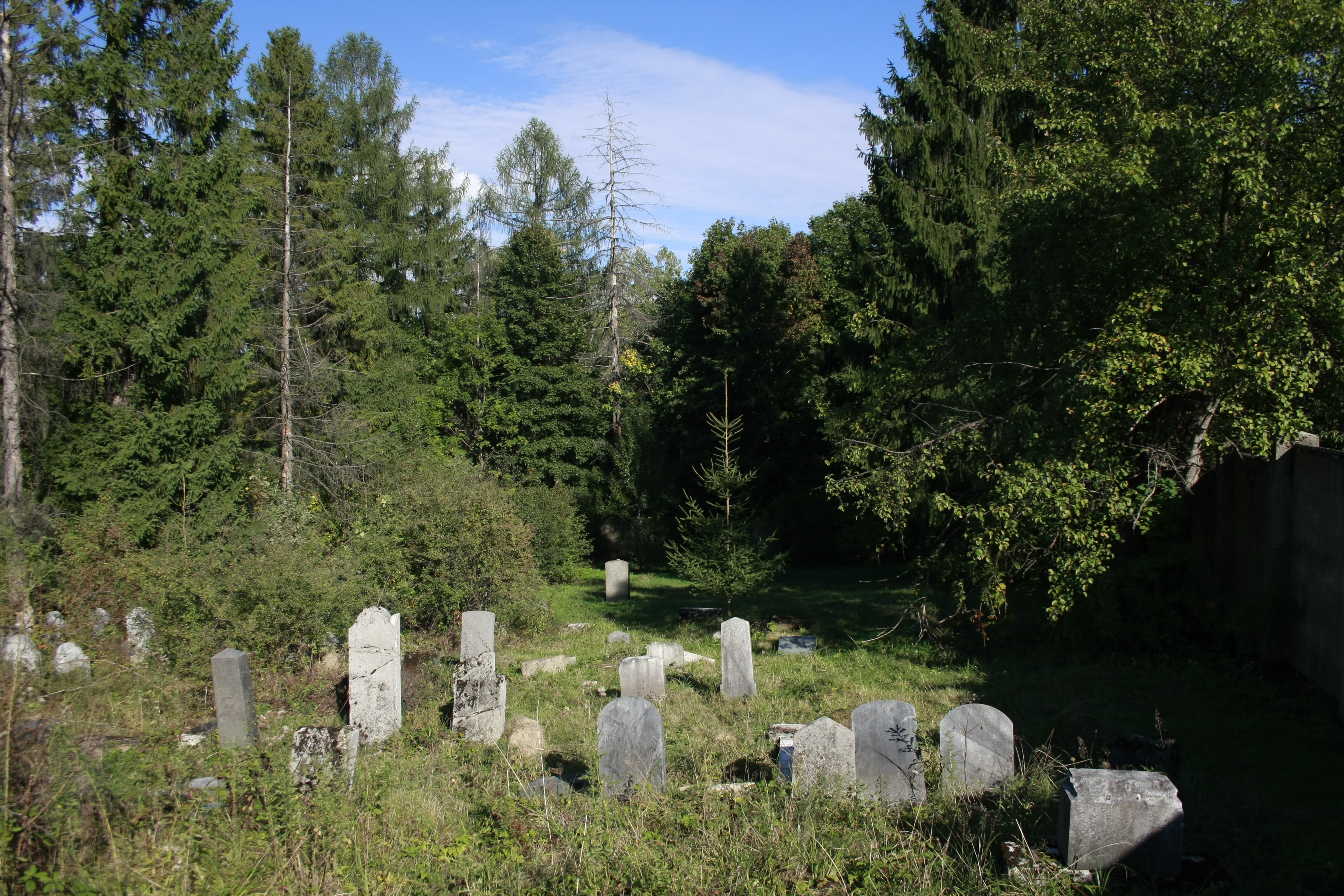
Jüdischer Friedhof in Milówka

Der Jüdische Friedhof in Milówka, einer polnischen Gemeinde in der Woiwodschaft Schlesien, wurde 1891 angelegt. Der jüdische Friedhof ist seit 1987 ein geschütztes Kulturdenkmal.